# Bleeding Me
Singles de Metallica
King Nothing
(1997) The Memory Remains
(1997)
Bleeding Me est la 7e piste sur l'album de 1996 Load de Metallica. La chanson est considérée comme un grand exemple du son "Metal Progressif" du groupe, incorporant différents styles, paroles plus profondes, et de multiples changements de tempo, trouvé sur l'album Load, et son successeur, ReLoad.